# Кулгринда
Кулгринда (лит. kū̃lgrinda, от жемайт. kū̃lis — «камень» и grindà — «настил»; от grį̇̃sti — «мостить, класть в основание») — в Литве тайная каменная дорога, проходящая в болотах ниже уровня воды и использовавшаяся местными жителями для обороны. Похожие дороги, сделанные из дерева и земли (засыпаемой камнями и брёвнами), в Литве назывались «мядгринда» (лит. mẽdgrinda, от mẽdis — «дерево») и «жямгринда» (лит. žémgrinda, от žẽmė — «земля»).

## Технология
Верхний слой брусчатки состоял из ровно уложенных камней диаметром 10—20 см и накладывался на основу или на специальный нижний слой, предназначенный для укрепления верхнего. Основа состояла из беспорядочно вложенных полевых камней диаметром 50—80 см или сброшенных в болото пней, ветвей и стволов; она могла также представлять собой сложную конструкцию из сложенных поперёк сосновых бревен, на которые был насыпан слой песка. С боков кулгринда укреплялась сосновыми полями или каменными клиньями и защищалась от заноса илом с помощью канавок. Ширина кулгринд колебалась от 1,5 до 6 м, длина — не менее 3—4 м или даже несколько сотен метров. С целью сохранения тайны кулгринды часто прокладывались под водой и имели извилистое очертание. Строительство велось обычно зимой: камни, дрова или гравий приносили на зиму и позволяли им уйти на дно весной, как только лёд начинал таять. Порой такая процедура повторялась несколько раз. Брёвна вставлялись специально для того, чтобы защитить материал для строительства и не дать водам смыть его.

## Применение
Поскольку их трудно было обнаружить невооружённым глазом, эти дороги были известны только местным жителям. Они играли ключевую роль в оборонительных системах городов: они являлись короткими путями к важным деревням, городам или укреплениям. Некоторые такие тропы имели культовый характер и вели к святилищу или местам погребения.

## Археологические данные

### Литва
Древнейшие кулгринды датируются I веком н.э. и были проложены на территории Пруссии; в Литве древнейшие кулгринды датируются IV веком н.э. Прочные традиции строительства дорог у западных балтов использовались в Польше и Литве: в XIII веке переселившиеся из Пруссии жители образовали сословие, занимавшееся этим ремеслом. Большинство кулгринд было найдено в Литве, из них половина найдена в области Жемайтия: это деревни Алкупис и Бурбишкяй (район Шилале), деревня Обеляй (район Укмерге), деревня Кярнаве (Ширвинский район) и т.д. Археологи насчитали 27 кулгринд и 7 медгринд в Литве. Самая протяжённая кулгринда проходит через болото Сетува между Лукштасом и Паршежерисом в Жемайтии: сохранилось три её фрагмента. В XIX веке она соединяла места Калтиненай и Тверай. Одним из первых, кто нашёл эту кулгринду, был польский учёный-энциклопедист Людвик Кшивицкий.
Другие известные кулгринды были найдены в болоте Амалва на юге Литвы и в Щурайчае около Прекуле. Алкуписская кулгринда около Кведарны была серьёзно повреждена во время сельскохозяйственных работ, проводившихся в Литовской ССР. Наиболее старая сохранившаяся медгринда в Литве найдена в Кернаве (IV — VII века).

### Вне Литвы
Некоторые кулгринды удалось найти в Латвии и России (Калининградская область), а также в Белоруссии. В Белоруссии кулгринды были найдены на озере Красное в Дисненском уезде Виленской губернии (ныне Миорский район Витебской области) и между деревней Наносы и городом Мядель на озере Нарочь. Одна такая кулгринда на озере Нарочь, известная как «Чёртова гребля», вымощена плотно положенными камнями и находится на глубине 125 см, возвышаясь над дном озера на 160 см и имея протяжённость в 1 км. По этой тропе могла пройти четвёрка запряженных лошадей одновременно. На озере Мястро также находится кулгринда, которая была тайным путём к Мядельскому замку. По легенде, шведское войско однажды заметило, как по этой тропинке корова перешла озеро, и вышло по этой же дороге к замку. Предполагается, что на озере Мядель также была кулгринда. Местность около деревни Скара называется в народе «Мостовицей». Деревянные остатки старого моста, который вёл к острову Замок, сохранились до наших дней.